# 旅行・観光競争力レポート

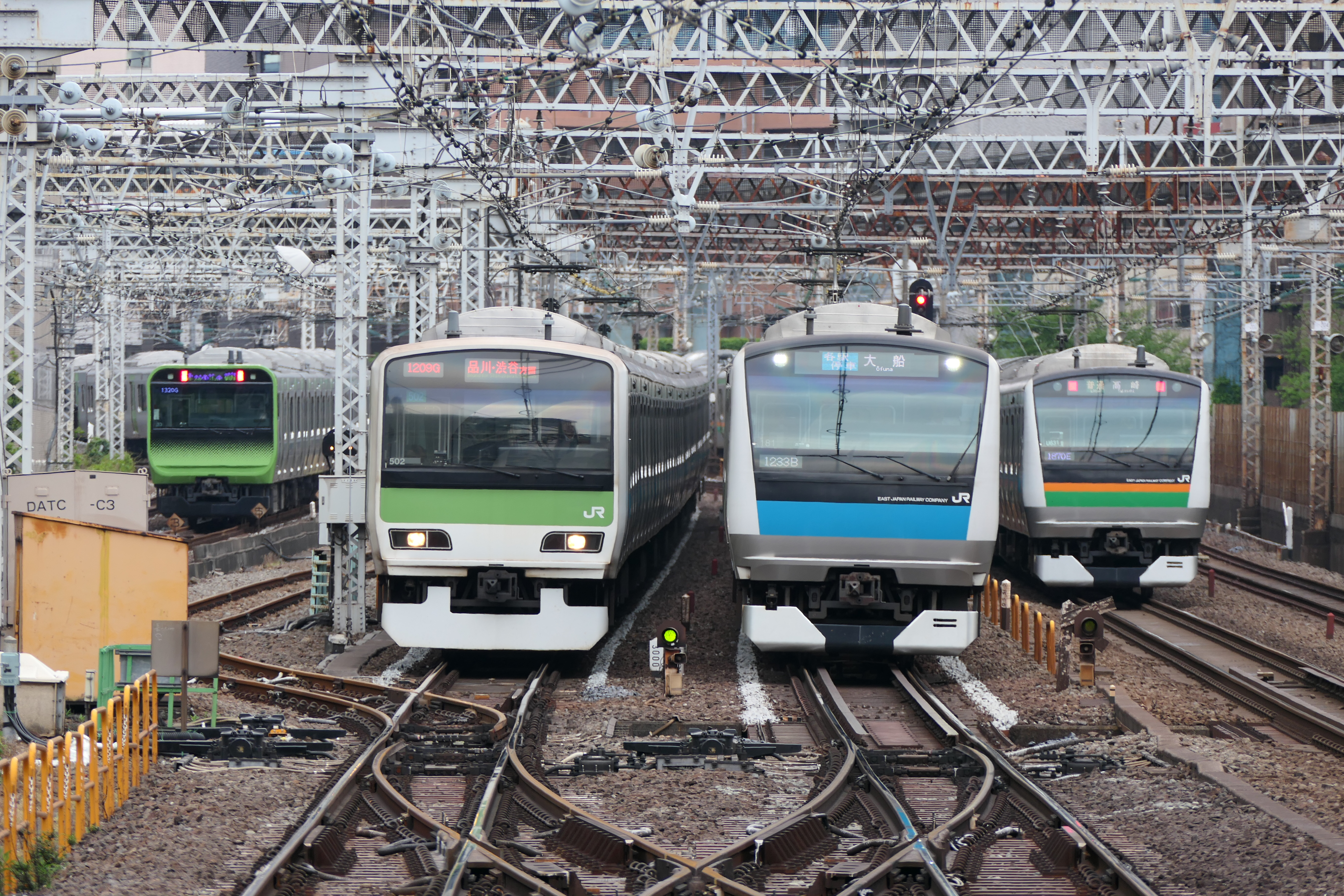
2021年のレポートでは、日本は電車・列車サービスの効率度等、7項目（サブピラー）で1位を記録した。

旅行・観光競争力レポート（りょこう・かんこうきょうそうりょくレポート、Travel and Tourism Competitiveness Report）は、世界経済フォーラム（WEF）により、2007年以降公表されている、旅行・観光業の世界各国（地域）の事業環境に関する調査報告書である。旅行・観光業の利害関係者（ステークホルダー）に向けた、プラットフォームの提供を目的としている。報告書内では、各国（地域）の事業環境に関する評価を、「旅行・観光競争力指数」として算出（算出方法に関しては後述）した上でそのランキングを掲載、併せて各国（地域）の具体的なプロフィールや補足情報が掲載されている。

## 旅行・観光競争力総合順位
| 1 | 日本             | 5.2 | スペイン         | 5.4 | スペイン         | 5.43 |
| 2 | アメリカ合衆国   | 5.2 | フランス         | 5.4 | フランス         | 5.32 |
| 3 | スペイン         | 5.2 | ドイツ           | 5.4 | ドイツ           | 5.28 |
| 4 | フランス         | 5.1 | 日本             | 5.4 | 日本             | 5.26 |
| 5 | ドイツ           | 5.1 | アメリカ合衆国   | 5.3 | イギリス         | 5.20 |
| 6 | スイス           | 5.0 | イギリス         | 5.2 | アメリカ合衆国   | 5.12 |
| 7 | オーストラリア   | 5.0 | オーストラリア   | 5.1 | オーストラリア   | 5.10 |
| 8 | イギリス         | 5.0 | イタリア         | 5.1 | イタリア         | 4.99 |
| 9 | シンガポール     | 5.0 | カナダ           | 5.1 | カナダ           | 4.97 |
| 10 | イタリア         | 4.9 | スイス           | 5.0 | スイス           | 4.94 |
| 11 | オーストリア     | 4.9 | オーストリア     | 5.0 | 香港             | 4.86 |
| 12 | 中国             | 4.9 | ポルトガル       | 4.9 | オーストリア     | 4.86 |
| 13 | カナダ           | 4.9 | 中国             | 4.9 | シンガポール     | 4.85 |
| 14 | オランダ         | 4.9 | 香港             | 4.8 | ポルトガル       | 4.74 |
| 15 | 韓国             | 4.8 | オランダ         | 4.8 | 中国             | 4.72 |
| 16 | ポルトガル       | 4.8 | 韓国             | 4.8 | ニュージーランド | 4.68 |
| 17 | デンマーク       | 4.7 | シンガポール     | 4.8 | オランダ         | 4.64 |
| 18 | フィンランド     | 4.7 | ニュージーランド | 4.7 | ノルウェー       | 4.64 |
| 19 | 香港             | 4.6 | メキシコ         | 4.7 | 韓国             | 4.57 |
| 20 | スウェーデン     | 4.6 | ノルウェー       | 4.6 | スウェーデン     | 4.55 |
| 21 | ルクセンブルク   | 4.6 | デンマーク       | 4.6 | ベルギー         | 4.54 |
| 22 | ベルギー         | 4.6 | スウェーデン     | 4.6 | メキシコ         | 4.54 |
| 23 | アイスランド     | 4.5 | ルクセンブルク   | 4.6 | アイルランド     | 4.53 |
| 24 | アイルランド     | 4.5 | ベルギー         | 4.5 | ギリシャ         | 4.51 |
| 25 | アラブ首長国連邦 | 4.5 | ギリシャ         | 4.5 | アイスランド     | 4.50 |
| 26 | チェコ           | 4.5 | アイルランド     | 4.5 | マレーシア       | 4.50 |
| 27 | ニュージーランド | 4.5 | クロアチア       | 4.5 | ブラジル         | 4.49 |
| 28 | ギリシャ         | 4.5 | フィンランド     | 4.5 | ルクセンブルク   | 4.49 |
| 29 | エストニア       | 4.4 | マレーシア       | 4.5 | アラブ首長国連邦 | 4.49 |
| 30 | ポーランド       | 4.4 | アイスランド     | 4.5 | 台湾             | 4.47 |
| Note: 毎回のレポート発表ごとに、評価要素の数など評価方法が変更されているため、異なる年の指数の比較は意味を持たない。 2015年に評価基準の大幅な変更が行われ、インフラストラクチャーと自然・文化資源（レポート後半）に対する評価の比重が増加した。 |                  |     |                  |     |                  |      |

### 過去の総合順位
| 順位 | 2015年           | 2015年 | 2013年           | 2013年 | 2011年           | 2011年 | 2009年           | 2009年 | 2008年           | 2008年 | 2007年           | 2007年 |
| --- | ---------------- | ------ | ---------------- | ------ | ---------------- | ------ | ---------------- | ------ | ---------------- | ------ | ---------------- | ------ |
| 1 | スペイン         | 5.31   | スイス           | 5.66   | スイス           | 5.68   | スイス           | 5.68   | スイス           | 5.63   | スイス           | 5.66   |
| 2 | フランス         | 5.24   | ドイツ           | 5.39   | ドイツ           | 5.50   | オーストリア     | 5.46   | オーストリア     | 5.43   | オーストリア     | 5.54   |
| 3 | ドイツ           | 5.22   | オーストリア     | 5.39   | フランス         | 5.41   | ドイツ           | 5.41   | ドイツ           | 5.41   | ドイツ           | 5.48   |
| 4 | アメリカ合衆国   | 5.12   | スペイン         | 5.38   | オーストリア     | 5.41   | フランス         | 5.34   | オーストラリア   | 5.34   | アイスランド     | 5.45   |
| 5 | イギリス         | 5.12   | イギリス         | 5.38   | スウェーデン     | 5.34   | カナダ           | 5.32   | スペイン         | 5.30   | アメリカ合衆国   | 5.43   |
| 6 | スイス           | 4.99   | アメリカ合衆国   | 5.32   | アメリカ合衆国   | 5.30   | スペイン         | 5.29   | イギリス         | 5.28   | 香港             | 5.33   |
| 7 | オーストラリア   | 4.98   | フランス         | 5.31   | イギリス         | 5.30   | スウェーデン     | 5.28   | アメリカ合衆国   | 5.28   | カナダ           | 5.31   |
| 8 | イタリア         | 4.98   | カナダ           | 5.28   | スペイン         | 5.29   | アメリカ合衆国   | 5.28   | スウェーデン     | 5.27   | シンガポール     | 5.31   |
| 9 | 日本             | 4.94   | スウェーデン     | 5.24   | カナダ           | 5.29   | オーストラリア   | 5.24   | カナダ           | 5.26   | ルクセンブルク   | 5.31   |
| 10 | カナダ           | 4.92   | シンガポール     | 5.23   | シンガポール     | 5.23   | シンガポール     | 5.24   | フランス         | 5.23   | イギリス         | 5.28   |
| 11 | シンガポール     | 4.86   | オーストラリア   | 5.17   | アイスランド     | 5.19   | イギリス         | 5.22   | アイスランド     | 5.16   | デンマーク       | 5.27   |
| 12 | オーストリア     | 4.82   | ニュージーランド | 5.17   | 香港             | 5.19   | 香港             | 5.18   | フィンランド     | 5.11   | フランス         | 5.23   |
| 13 | 香港             | 4.68   | オランダ         | 5.14   | オーストラリア   | 5.15   | オランダ         | 5.09   | デンマーク       | 5.10   | オーストラリア   | 5.21   |
| 14 | オランダ         | 4.67   | 日本             | 5.13   | オランダ         | 5.13   | デンマーク       | 5.08   | 香港             | 5.09   | オランダ         | 5.20   |
| 15 | ポルトガル       | 4.64   | 香港             | 5.11   | ルクセンブルク   | 5.08   | フィンランド     | 5.07   | ポルトガル       | 5.09   | スペイン         | 5.18   |
| 16 | ニュージーランド | 4.64   | アイスランド     | 5.10   | デンマーク       | 5.05   | アイスランド     | 5.07   | シンガポール     | 5.06   | フィンランド     | 5.16   |
| 17 | 中国             | 4.54   | フィンランド     | 5.10   | フィンランド     | 5.02   | ポルトガル       | 5.01   | ノルウェー       | 5.05   | スウェーデン     | 5.13   |
| 18 | アイスランド     | 4.54   | ベルギー         | 5.04   | ポルトガル       | 5.01   | アイルランド     | 4.99   | オランダ         | 5.01   | アラブ首長国連邦 | 5.09   |
| 19 | アイルランド     | 4.53   | アイルランド     | 5.01   | ニュージーランド | 5.00   | ノルウェー       | 4.97   | ニュージーランド | 4.96   | オランダ         | 5.08   |
| 20 | ノルウェー       | 4.52   | ポルトガル       | 5.01   | ノルウェー       | 4.98   | ニュージーランド | 4.94   | ルクセンブルク   | 4.95   | キプロス         | 5.07   |
| 参考 |                  |        |                  |        | 日本             | 4.94   | 日本             | 4.91   | 日本             | 4.90   | 日本             | 4.99   |
| Note: 2021年に加えて、2015年にも評価基準の変更が実施されている。2013年以前は評価基準が現在と大幅に異なり、安全・衛生面に対する評価の比重が高かった。 |                  |        |                  |        |                  |        |                  |        |                  |        |                  |        |

## ランキング全体の構成
2021年におけるレポート内の評価基準は、4のサブインデックス（Subindex）と、各サブインデックスに付随する合計17のピラー（Pillar）、さらに各ピラーに付随するサブピラー（Subpillar）から構成されている。2021年の変更では、旅行・観光の持続可能性が独立したサブインデックスとなった。
各サブピラーでは、国際的に公表された既存データ（The Hard Data）の引用に加え、世界経済フォーラムが各国（地域）で投資判断を行うエグゼクティブ（上級管理層・経営幹部）を対象に実施したアンケート結果のデータ（Executive Opinion Survey）を併用していることが、本報告書の特色となっている。
レポートでは、各サブインデックス・各ピラー・各サブピラーのすべてにわたり、指数化・ランキング化がなされているが、各サブインデックス（太字）および付随する各ピラーにおける日本の順位と、日本が上位となったサブピラーを示す。
- 実現環境（Enabling Environment） 13位
  - ビジネス環境（Business Environment）15位
  - 安全とセキュリティ（Safety and Security）15位
  - 健康と衛生（Health and Hygiene）9位
  - 人的資源と労働市場（Human Resources and Labour Market）31位
  - 情報通信技術への対応（ICT Readiness）29位

- 旅行・観光に関する政策と可能にする諸条件（Travel and Tourism Policy and Enabling Conditions） 60位
  - 旅行・観光の優先度（Prioritization of Travel and Tourism）42位
  - 国際的開放度（International Openness）39位
  - 価格競争力（Price Competitiveness）96位

- インフラストラクチャー（Infrastructure） 3位
  - 航空交通のインフラ（Air Transport Infrastructure）4位
  - 陸上交通および港湾インフラ（Ground and Port Infrastructure）6位
  - 観光客サービスインフラ（Tourist Service Infrastructure）28位

- 旅行・観光需要の牽引力（Travel and Tourism Demand Drivers） 3位
  - 自然資源（Natural Resources）12位
  - 文化資源（Cultural Resources）4位
  - レジャー以外の資源（Non-Leisure Resources）3位

- 旅行・観光の持続可能性（Travel and Tourism Sustainability） 11位
  - 環境面の持続可能性（Environmental Sustainability）38位
  - 社会経済面の回復力および状況（Socioeconomic Resilience & Conditions）11位
  - 旅行・観光の需要圧力と影響（T&T Demand Pressure & Impact）41位

### 日本が5位以内となったサブピラー
- 100,000人あたりの殺人事件数の少なさ 2位
- 組織化された暴力、10万人あたりの死亡数の少なさ 1位
- 10,000人あたりの病床密度 1位
- 100人あたりのアクティブなモバイルブロードバンドインターネット加入数 2位
- 月次/四半期の旅行・観光データ提供の適時性 1位
- 経済的開放度 1位
- 航空輸送サービスの効率 3位
- 海外航空便の就航度 3位
- 道路の質 5位
- 電車・列車サービスの効率度 1位
- 公共交通サービスの効率度 1位
- 港湾サービスの効率度 5位
- 口承および無形文化遺産数 4位
- 大規模スタジアムの数 3位
- 文化およびエンターテインメントツーリズムのデジタル需要 4位
- トップレベル大学の数 4位
- レジャー以外のツーリズムのデジタル需要 4位
- 15〜24歳のニートの割合の少なさ 1位
- 旅行・観光業界のGDP（米ドル換算） 3位
- 国内の旅行・観光支出 5位

## 指数の算出方法
「旅行・観光競争力指数」（Travel & Tourism Competitiveness Index）は、典拠となるデータを、1から7までの数字による尺度に変換し、算出されている。
- 高い数値が良い結果を示す指標の場合、計算式は以下の通り。

6×(CS－LS)÷(HS－LS)＋1
- 高い数値が良くない結果を示す指標（殺人率など）の場合、計算式は以下の通り。

－6×(CS－LS)÷(HS－LS)＋7
（CS = Country Score.、LS = The lowest scores of the overall sample、HS = The highest scores of the overall sample）